# Stausee Driedorf
Die Talsperre Driedorf liegt ca. 500 m südwestlich der Gemeinde Driedorf im
Lahn-Dill-Kreis.

## Beschreibung
Der Stausee wurde in den Jahren 1932 bis 1935 als Speicher und Rückhaltebecken erbaut. Er hat einen 16 m hohen Erdschüttdamm und dient als Arbeitsbecken für den Betrieb der nachfolgend im Rehbachtal liegenden Wasserkraftwerke und staut den Rehbach, einen Zufluss der Dill. Das Sperrenbauwerk ist im Grundriss L -förmig ausgebildet, wobei in Talquerrichtung ein etwa 250 m langer Hauptdamm angeordnet ist, der an der südöstlichen Flanke in einen zum Tal parallel verlaufenden Seitendamm von etwa 200 m Länge übergeht.

## Bilder

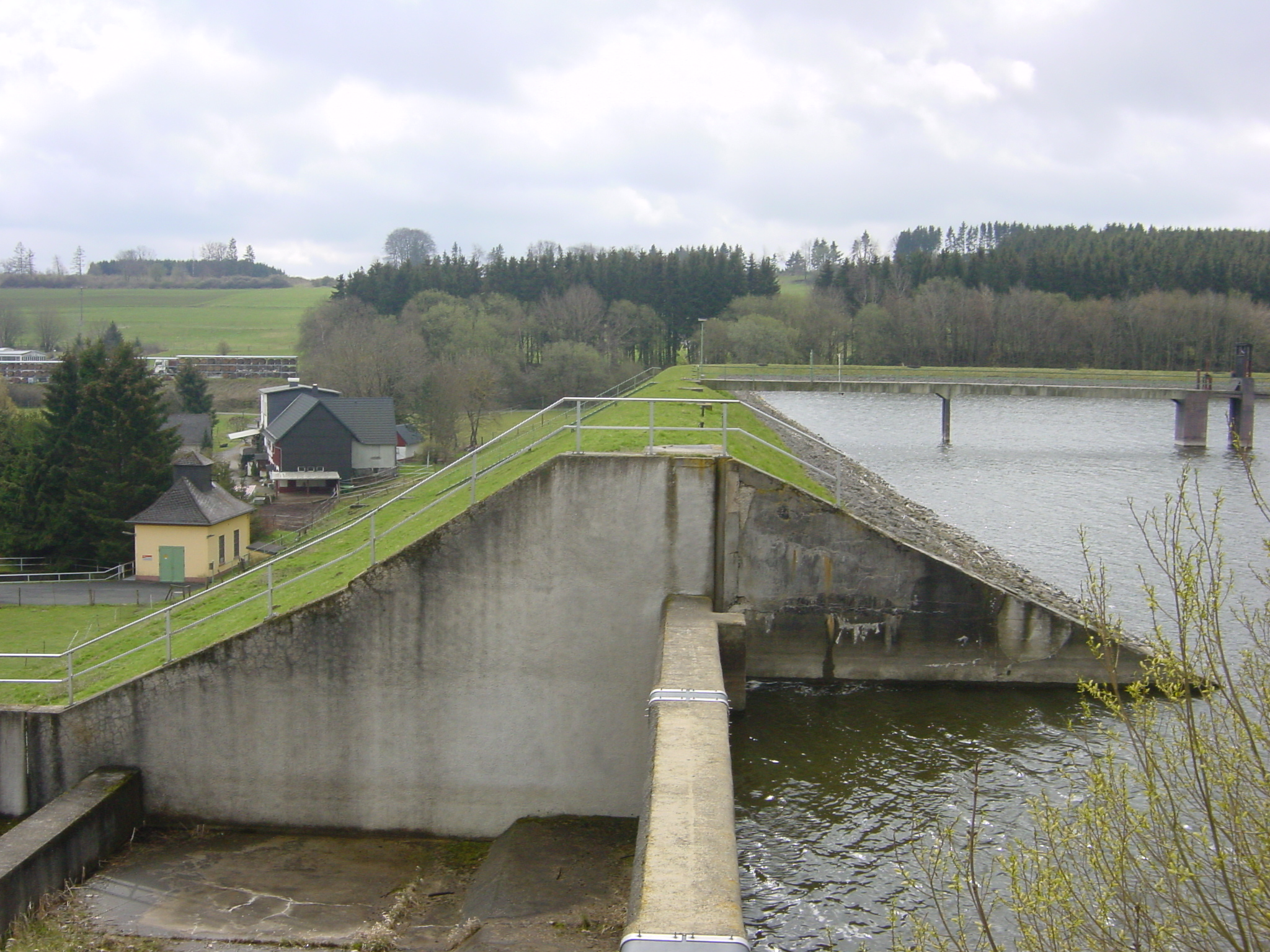
Das Stauwerk
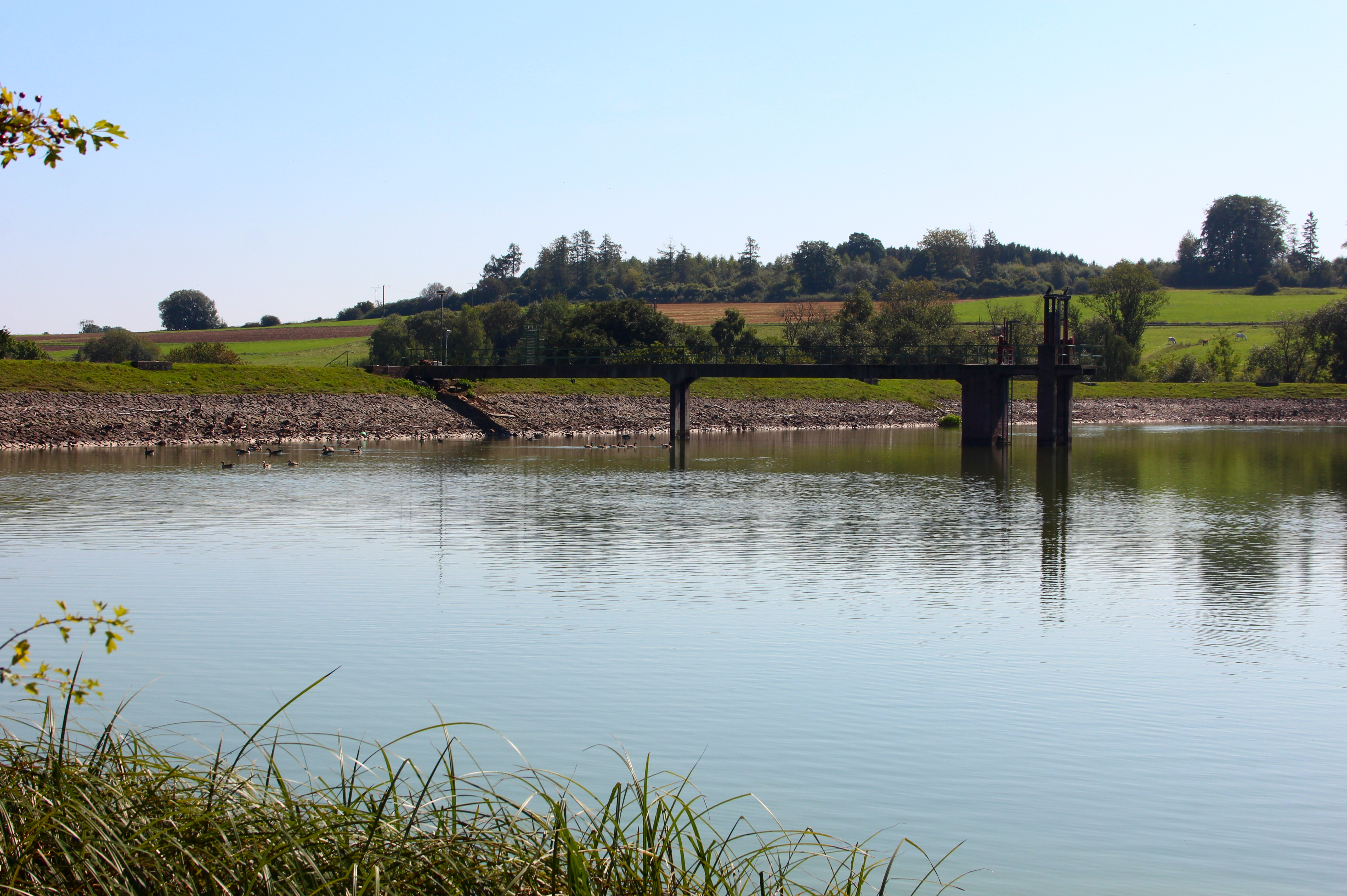
Der Stausee
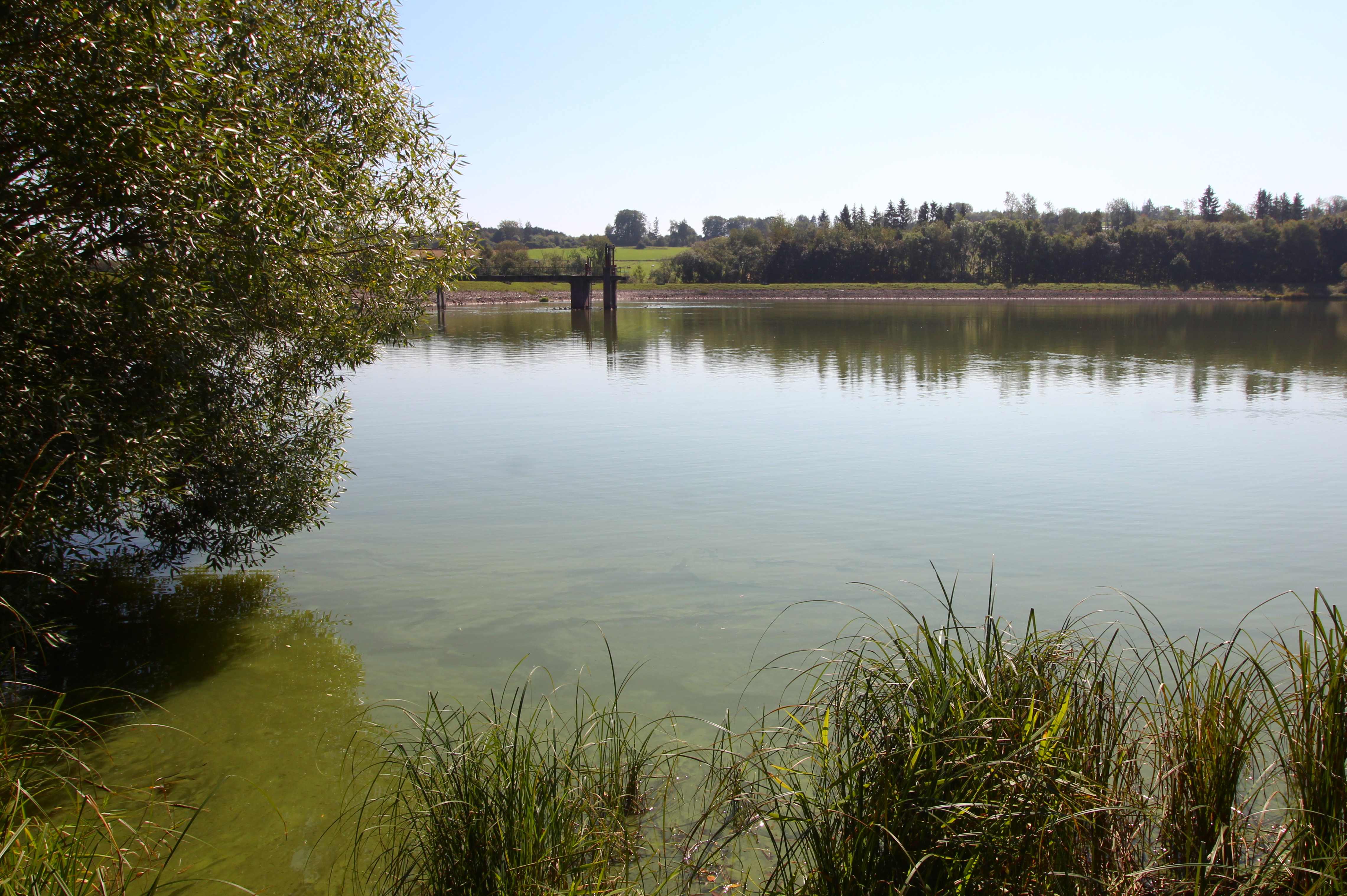
Der Stausee